# 麞妖
麞妖，是傳說中棲息於台灣的高雄市半屏山的靈獸，有招來火災的能力。

## 外表與能力
麞妖的外型是類似鹿的四蹄獸，但身形小得多，擁有一對獠牙，生性害羞，時常躲在草叢深處。牠們的啼聲就像嬰兒的哭聲，還會引來嚴重的火災；另有說法認為麞妖大叫，是因為看見打算製造火災懲罰當地居民的火神，而大叫提醒他們。

## 信仰
原本麞妖被當地居民視為妖怪，但隨著時間改變，麞妖逐漸被當地居民視為火神的象徵，並在半屏山上設立一個滅火神「解山王」（傳說中協助居民滅火的仙人）來鎮火，現已拆除。

## 其他傳說
不同於半屏山，在高雄其他多雨的地區，麞妖則跟水患有所連結：

### 壽山
麞妖長鳴後會在三天內帶來暴風雨

### 美濃
相傳在某年二月的時候，有隻麞妖從山上下來，沿路叫個不停，當地人認為這是大雨的前兆，三天內美濃果然降下大雨、造成水災，但因為麞妖的提醒讓所有人倖免於難，因此當地人認為麞妖是會鳴啼警示眾人的善良靈獸，每年二月都會舉辦「祭江河」的儀式，一方面祈求風調雨順、另一方面紀念麞妖的貢獻。

## 現代研究

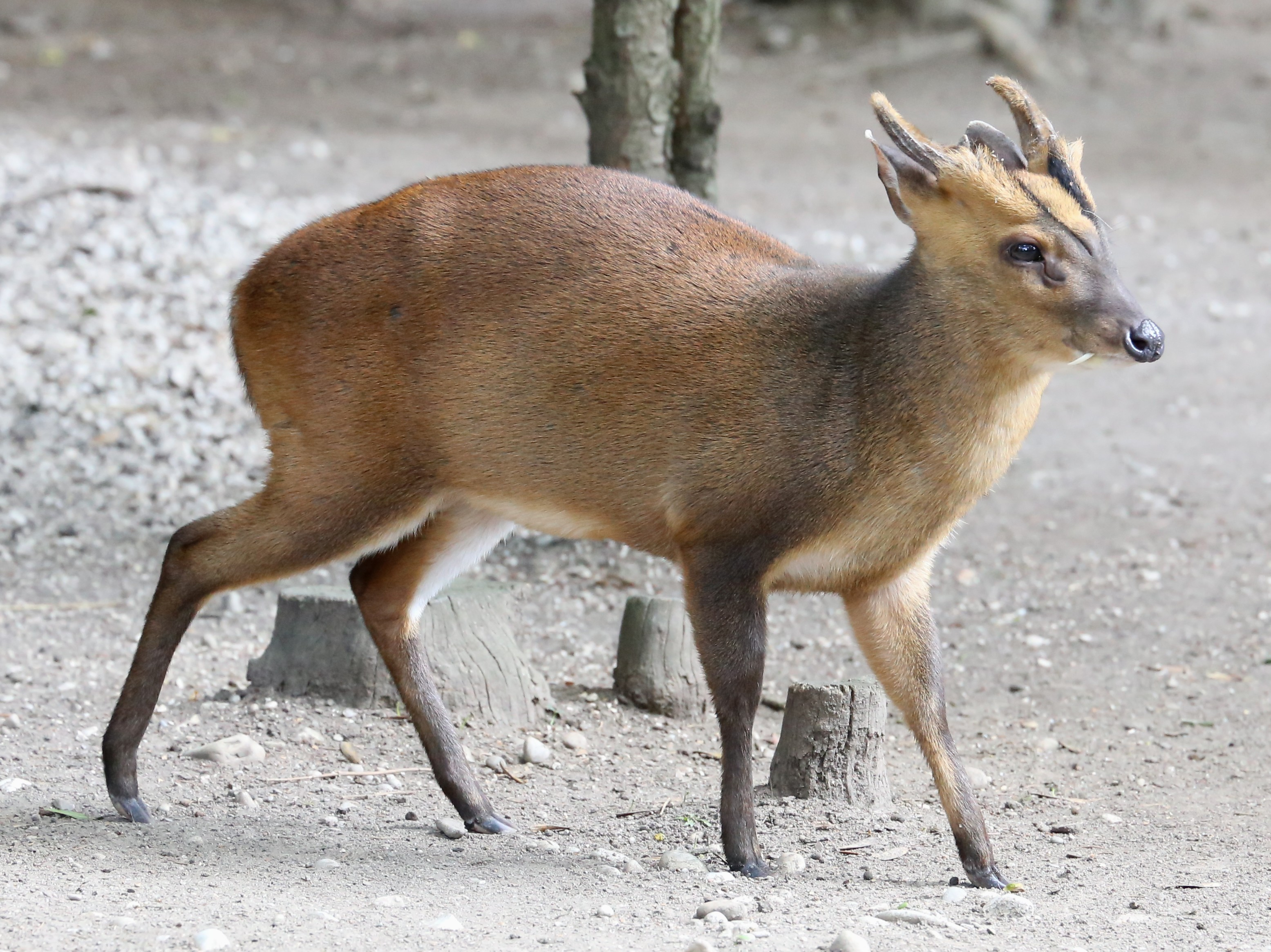
麞妖的形象來自於山羌

根據外表可以判斷，麞妖的形象是來自於台灣特有種的山羌，從低海拔到三千公尺左右的山區都有分布，而麞妖在當地也被稱為「老山羌」。